# Néppárt – Reformerek
A Néppárt – Reformerek (horvátul: Narodna stranka – Reformisti, NS-R) egy liberális politikai párt Horvátországban.

## Története
2014 szeptemberében hozta létre a pártot Radimir Čačić volt gazdasági miniszter és miniszterelnök-helyettes, aki korábban a Horvát Néppárt - Liberális Demokratákban politizált. A párt megalapítására irányuló civil kezdeményezést Radimir Čačić, valamint társai, Natalija Martinčević és Petar Baranović indította el. A párttagok több mint kétharmada a HNS volt tagja, amely azért hagyta el a pártot, mert nem értett egyet a párt vezetésével Radimir Čačić pártból való kizárása kapcsán, miközben az börtönbüntetését töltötte, mert szándékosan okozott két halálos áldozattal járó balesetet. A pártok korábbi megbízott elnöke, Natalija Martinčević szerint a HNS zágrábi és varasdi szervezetének mintegy 200 tagja hagyta el a pártot, hogy csatlakozzon a Néppárt – Reformistákhoz. A párt alapító kongresszusát 2014. szeptember 28-án tartották Zágrábban. Radimir Čačićot egyhangúlag választották meg az első pártelnöknek.
A 2015-ös parlamenti választások előtt a párt a "Sikeres Horvátország" nevű koalíciót kötötte meg a balközép Előre Horvátország-Progresszív Szövetséggel. A 2015-ös választáson a párt egy helyet szerzett a horvát parlamentben, a III. választókerületben, amelyet Radimir Čačić kapott. Čačić Tihomir Orešković kormányának támogatása mellett szavazott. A párt a 2016-os rendkívüli parlamenti választáson a Milan Bandić zágrábi polgármester által vezetett Miniszterelnökért Koalíció tagjaként vett részt, és végül 1 mandátumot szerzett. Az NS-R megszavazta Andrej Plenković kormányának jóváhagyását. A 2017-es önkormányzati választáson Radimir Čačićot Varasd megye prefektusává, Darinko Dumbovićot Petrinya polgármesterévé választották. Az NS-R számos megyei, városi és önkormányzati tanácsba is bekerült, főleg Észak-Horvátországban.

## Választási eredmények
| Választás | Szavazatok száma | Szavazatok aránya | Mandátumok száma | Parlamenti szerepe |
| --------- | ---------------- | ----------------- | ---------------- | ------------------ |
| 2015      | 34 573           | 1,54%             | 1                | ellenzék           |
| 2016      | 76 054           | 4,04%             | 1                | ellenzék1          |
| 2020      | 16 900           | 1,01%             | 1                | ellenzék1          |

1 kívülről támogatják a kormányt